# Sensaut e la Cossiera
Sensaut e la Cossiera (en francès Saint-Saud-Lacoussière) és un municipi francès situat al departament de la Dordonya i a la regió de la Nova Aquitània.

## Demografia
| 1962                                       | 1968  | 1975  | 1982  | 1990 | 1999 | 2007 |
| ------------------------------------------ | ----- | ----- | ----- | ---- | ---- | ---- |
| 1.468                                      | 1.284 | 1.148 | 1.045 | 951  | 868  | 856  |
| Des de 1962: població sense dobles comptes |       |       |       |      |      |      |

## Administració
| Període | Identitat      | Partit |
| ------- | -------------- | ------ |
| 2001-   | Sylvie Seegers |        |

## Agermanaments
- Sainte-Mélanie